# ليبرتي (كارولاينا الجنوبية)
ليبرتي (بالإنجليزية: Liberty, South Carolina)‏ هي مدينة تقع في الولايات المتحدة في Pickens County.  يقدر عدد سكانها بـ 3,009 نسمة ومساحتها 11.1 كم2  وترتفع عن سطح البحر 311 متر.

## التركيبة السكانية
حدّد مكتب تعداد الولايات المتحدة بيانات التركيبة السكانية لليبرتي في تعداد الولايات المتحدة. في ما يلي، التركيبة السكانية حسب تعدادي 2000 و2010.

### تعداد عام 2000
بلغ عدد سكان ليبرتي 3,009 نسمة بحسب تعداد عام 2000، وبلغ عدد الأسر 1,267 أسرة وعدد العائلات 882 عائلة مقيمة في المدينة. في حين سجلت الكثافة السكانية 260.3 نسمة لكل كيلومتر مربع (674.2/ميل2). وبلغ عدد الوحدات السكنية 1,404 وحدة بمتوسط كثافة قدره 121.5 لكل كيلومتر مربع (314.7/ميل2).
وتوزع التركيب العرقي للمدينة بنسبة 86.94% من البيض و11.53% من الأمريكيين الأفارقة و0.10% من الأمريكيين الأصليين و0.07% من الأمريكيين ذوي الأصول الآسيوية و0.63% من الأعراق الأخرى و0.73% من عرقين مختلطين أو أكثر و1% من الهسبانيون أو اللاتينيون من أي عرق.
بلغ عدد الأسر 1,267 أسرة كانت نسبة 29.8% منها لديها أطفال تحت سن الثامنة عشر تعيش معهم، وبلغت نسبة الأزواج القاطنين مع بعضهم البعض 51.9% من أصل المجموع الكلي للأسر، ونسبة 13.7% من الأسر كان لديها معيلات من الإناث دون وجود شريك،  بينما كانت نسبة 4% من الأسر لديها معيلون من الذكور دون وجود شريكة وكانت نسبة 30.4% من غير العائلات. تألفت نسبة 27% من أصل جميع الأسر من عدة أفراد يعيشون في نفس المنزل ونسبة 12.5% كانت تتألف من شخص يعيش بمفرده يبلغ من العمر 65 عاماً أو أكثر. وبلغ متوسط حجم الأسرة المعيشية 2.37، أما متوسط حجم العائلات فبلغ 2.86.
بلغ العمر الوسطي للسكان 38.8 عاماً. وكانت نسبة 22.9% من القاطنين تحت سن الثامنة عشر، وكانت نسبة 7.9% بين الثامنة عشر والرابعة والعشرين عاماً، ونسبة 27.6% كانت واقعةً في الفئة العمرية ما بين الخامسة والعشرين والرابعة والأربعين عاماً، ونسبة 23.5% كانت ما بين الخامسة والأربعين والرابعة والستين، ونسبة 18% كانت ضمن فئة الخامسة والستين عاماً فما فوق. يوجد لكل 100 أنثى 90.4 ذكر، ويوجد لكل 100 أنثى في الثامنة عشر من عمرها فما فوق 85.9 ذكر.
بلغ متوسط دخل الأسرة في المدينة 31,055 دولارًا، أما متوسط دخل العائلة فبلغ 37,656 دولارًا. وكان متوسط دخل الذكور 30,753 دولارًا مقابل 21,051 دولارًا للإناث. وسجل دخل الفرد الخاص بالمدينة 15,327 دولارًا. وكانت نسبة 11.1% من العائلات ونسبة 13.3% من السكان تحت خط الفقر، وكان من هؤلاء نسبة 18% تحت سن الثامنة عشر ونسبة 15.4% في الخامسة والستين من العمر وما فوق.

### تعداد عام 2010
بلغ عدد سكان ليبرتي 3,269 نسمة بحسب تعداد عام 2010، وبلغ عدد الأسر 1,375 أسرة وعدد العائلات 897 عائلة مقيمة في المدينة. في حين سجلت الكثافة السكانية 282.8 نسمة لكل كيلومتر مربع (732.4/ميل2). وبلغ عدد الوحدات السكنية 1,508 وحدة بمتوسط كثافة قدره 130.4 لكل كيلومتر مربع (337.7/ميل2).
وتوزع التركيب العرقي للمدينة بنسبة 86.66% من البيض و9.15% من الأمريكيين الأفارقة و0.12% من الأمريكيين الأصليين و0.43% من الأمريكيين ذوي الأصول الآسيوية و1.56% من الأعراق الأخرى و2.08% من عرقين مختلطين أو أكثر و4.01% من الهسبانيون أو اللاتينيون من أي عرق.
بلغ عدد الأسر 1,375 أسرة كانت نسبة 31.6% منها لديها أطفال تحت سن الثامنة عشر تعيش معهم، وبلغت نسبة الأزواج القاطنين مع بعضهم البعض 49.1% من أصل المجموع الكلي للأسر، ونسبة 12.1% من الأسر كان لديها معيلات من الإناث دون وجود شريك،  بينما كانت نسبة 4% من الأسر لديها معيلون من الذكور دون وجود شريكة وكانت نسبة 34.8% من غير العائلات. تألفت نسبة 31.3% من أصل جميع الأسر من عدة أفراد يعيشون في نفس المنزل ونسبة 13.9% كانت تتألف من شخص يعيش بمفرده يبلغ من العمر 65 عاماً أو أكثر. وبلغ متوسط حجم الأسرة المعيشية 2.37، أما متوسط حجم العائلات فبلغ 2.96.
بلغ العمر الوسطي للسكان 39.6 عاماً. وكانت نسبة 23.4% من القاطنين تحت سن الثامنة عشر، وكانت نسبة 7.7% بين الثامنة عشر والرابعة والعشرين عاماً، ونسبة 26.1% كانت واقعةً في الفئة العمرية ما بين الخامسة والعشرين والرابعة والأربعين عاماً، ونسبة 25.9% كانت ما بين الخامسة والأربعين والرابعة والستين، ونسبة 16.9% كانت ضمن فئة الخامسة والستين عاماً فما فوق. وتوزع التركيب الجنسي للسكان بنسبة 48.2% ذكور و51.8% إناث.

## أعلام
- فرد شابمان